# Bayburt
Bayburt este un oraș din Turcia.